# Medusatillandsia
Medusatillandsia (Tillandsia caput-medusae) är en art inom familjen ananasväxter. Arten förekommer naturligt i Centralamerika, från Mexiko till Costa Rica. Arten odlas som rumsväxt i Sverige.

## Synonymer
- Tillandsia langlassei Poiss. & Menet